# Jedediah Strong Smith
Jedediah Strong Smith (nascido em 6 de janeiro, 1799 — morte presumida em 27 de maio, 1831) foi um dos Mountain Men (caçador, comerciante de peles, desbravador e explorador das Montanhas Rochosas), da Costa Oeste  e Sudoeste americanos do século XIX. Foi o quarto entre 12 irmãos. As explorações de Jedediah Smith  foram importantes para o início da expansão do Oeste americano por colonizadores brancos. De acordo com Maurice Sullivan:
"Smith foi o primeiro homem branco a cruzar o futuro estado de Nevada, o primeiro a atravessar Utah do norte ao sul e de leste a oeste; o primeiro americano a entrar na Califórnia pela rota continental, e prenunciou sua mudança de dono; o primeiro homem branco a escalar a High Sierras, e o primeiro a explorar a Hinterlândia do Pacífico, de San Diego às margens do Rio Columbia."
Durante a Febre do ouro, pesquisadores de ouro e colonos utilizaram-se intensamente das áreas que o "Velho Jed" Smith havia trilhado como um caçador e comerciante de peles.

## Curiosidades
- Na trilogia Uma Noite no Museu, Smith foi interpretado por Owen Wilson.